# التهاب الكبد الإقفاري
التهاب الكبد الإقفاري (بالإنجليزية: Ischemic hepatitis) المعروف أيضًا باسم كبد الصدمة، هو حالة تُعرَّف على أنها إصابة كبدية حادة ناتجة عن انخفاض تدفق الدم وبالتالي نقص إمداد الأكسجين إلى الكبد. عادةً ما يكون انخفاض تدفق الدم أو التروية الدموية إلى الكبد ناتجًا عن الصدمة أو انخفاض ضغط الدم. ومع ذلك، يمكن أن تكون هناك أسباب موضعية تتعلق بالشريان الكبدي، مثل وجود جلطة دموية في الشريان الكبدي، مما قد يؤدي أيضًا إلى التهاب الكبد الإقفاري.

## العلامات و الأعراض
الأشخاص الذين يصابون بالتهاب الكبد الإقفاري قد يعانون من الضعف، والإرهاق، والارتباك الذهني، وانخفاض إنتاج البول أو قلة البول. قد يُصاب نسبة صغيرة من المرضى بالغيبوبة الكبدية. يمكن أن يحدث اصفرار الجلد أو اليرقان ، لكنه نادر ومؤقت، وكذلك فقدان وظائف الكبد الفعلية.

## الأسباب

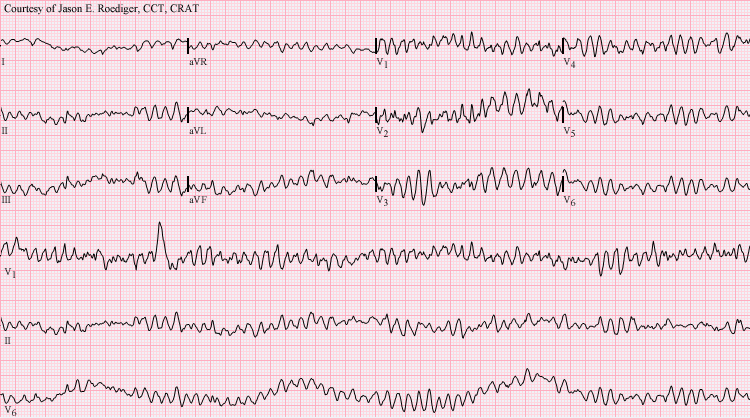
اضطراب النظم أو الرجفان البطيني

يمكن أن يحدث التهاب الكبد الإقفاري نتيجة عدة أسباب تؤدي إلى انخفاض ضغط الدم، وتشمل:
- اضطراب نظم القلب
- قصور القلب
- العدوى
- صدمة نقص حجم الدم (مثل: النزيف الحاد الغزير)
- الجلطات الدموية (في الشريان الكبدي بعد الجراحة)

## الآلية
تعتمد آلية حدوث التهاب الكبد الإقفاري على الأصل المَرَضي المُسَبِّب له، سواء كان اعتلال عضلة القلب، أو الاندحاس القلبي، أو الرضوض، أو النزيف.
عادةً، يظهر التهاب الكبد الإقفاري بعد حدث انخفاض ضغط الدم، حيث يُلاحظ ارتفاع في مستويات ناقلات الأمين. لذلك، يُعتبر انخفاض ضغط الدم أحد العوامل الأساسية المسببة لالتهاب الكبد الإقفاري.

## التشخيص

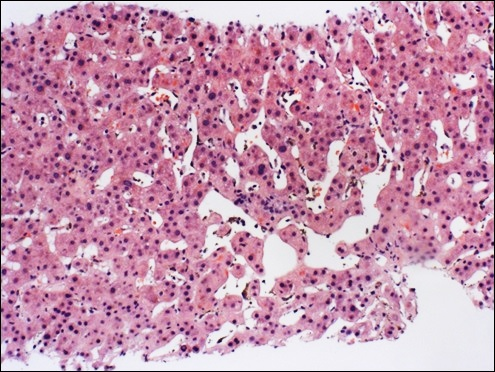
الكبد الإحتقاني

عادةً ما تُظهر اختبارات الدم ارتفاعًا شديدًا في مستويات إنزيمات ناقلات الأمين الكبدية AST وALT، والتي قد تتجاوز 10,000 وحدة/لتر.وقد تبيَّن أن الأشخاص الذين يعانون من التهاب الكبد الإقفاري غالبًا ما يكون لديهم مرض قلبي واضح أيضًا.
كإجراء احترازي، يُوصى بإجراء قياس لمستوى الباراسيتامول وفحص السموم لاستبعاد إصابة الكبد الناجمة عن السموم. كما من الضروري استبعاد احتمالية التهاب الكبد الفيروسي الحاد.
الحالات ذات الصلة
يرتبط التهاب الكبد الإقفاري بحالة أخرى تُسمى اعتلال الكبد الاحتقاني. يشمل اعتلال الكبد الاحتقاني مجموعة من اضطرابات الكبد التي تحدث بسبب فشل القلب الأيمن. على الرغم من استخدام المصطلح الطبي اعتلال الكبد الاحتقاني، إلا أن التليف الكبدي القلبي هو المصطلح الأكثر شيوعًا. ومن الممكن أن يتواجد هذان المرضان معًا في نفس المريض.

## العلاج
علاج التهاب الكبد الإقفاري يشمل:
- العلاج بالمضادات الحيوية في حال وجود عدوى بكتيرية تسبب الصدمة الإنتانية
- استعادة والحفاظ على ضغط دم كافٍ
- الأدوية
- التحكم في أي نزيف هضمي

## انظر ايضا
ارتفاع ناقلات الأمين

## قراءة إضافية
- Kirk، Allan D.؛ Knechtle، Stuart J.؛ Larsen، Christian P.؛ Madsen، Joren C.؛ Pearson، Thomas C.؛ Webber، Steven A. (21 يوليو 2014). Textbook of Organ Transplantation Set. John Wiley & Sons. ISBN:9781118889626. مؤرشف من الأصل في 2016-05-20.
- Irwin، Richard S.؛ Rippe، James M. (28 مارس 2012). Manual of Intensive Care Medicine. Lippincott Williams & Wilkins. ISBN:9781451149074. مؤرشف من الأصل في 2016-05-14.